# Zone interdite (Buck Danny)
 (juin 2022).
Si vous disposez d'ouvrages ou d'articles de référence ou si vous connaissez des sites web de qualité traitant du thème abordé ici, merci de compléter l'article en donnant les références utiles à sa vérifiabilité et en les liant à la section « Notes et références ».
Zone interdite est la quarante-septième histoire de la série Les Aventures de Buck Danny de Francis Bergèse. Elle est publiée pour la première fois dans le journal Spirou du no 3086 au no 3096. Puis est publiée sous forme d'album en 1998.

## Résumé
Buck Danny, Jerry Tumbler et Sonny Tuckson sont envoyés au Managua pour assurer la formation de pilotes sur chasseurs F-18 qui va équiper la force aérienne de ce pays. Mais cette mission en comporte une autre, non officielle: aller observer un aérodrome non répertorié qui pourrait être la base d'un important trafic de drogue auquel pourrait être mêlé le chef de l'état: le général président Sanchez.
Cet aérodrome se situe dans des montagnes interdites de survol et chaque tentative se solde par un rappel à l'ordre du contrôle aérien militaire. Buck, invité à une soirée mondaine donné par le Général Sanchez, est mis en demeure par celui-ci de cesser de tenter de pénétrer la zone interdite.
C'en est trop pour les trois amis qui, ayant loué un avion de tourisme pour le weekend, décident de s'égarer dans la région de l'aérodrome suspect. Ils le survolent et se font tirer dessus à coups de missiles et armes à feu. A leur retour à l'aéroport de San-Cristobal, ils sont arrêtés et mis au secret, puis drogués et emmenés sur ce même aérodrome ou ils se retrouvent en présence de leur éternelle ennemie: Lady X.
Celle-ci ne cache pas sa satisfaction de pouvoir enfin se débarrasser d'eux, tout en rendant service au général Sanchez. Elle leur apprend que ce dernier va bientôt être renversé par un cartel de la drogue associé à la guérilla locale, pour lesquels elle a amené, secrètement, une escadrille d'avions de combat.
Les trois pilotes américains arrivent néanmoins à s'échapper avec leur avion de tourisme, mais c'est un piège car ils sont pris en chasse par un MiG-23. Ils ne doivent leur survie qu'à l'adresse de Buck qui fait décrocher son assaillant qui s'écrase dans la montagne.
Aidés par Miguel Tegualpa, l'officier dont ils assurent la formation, ils rejoignent discrètement San-Cristobal. Là, Miguel arrive à obtenir l'appui du général Ortega pour que Buck récupère un F-18 et part rejoindre le porte-avions Eisenhower. Le colonel Plato découvrant la fuite de Buck met aux arrêts le général.

## Anomalie scénaristique
Les trois héros se voient donc confier une double mission en pays étranger : la formation de pilotes de combat (sur F-18) et la recherche de renseignement dans un territoire interdit.
Partant du porte-avions USS Dwight D. Eisenhower (CVN-69) ils ne sont toutefois pas informés des autres participants à la mission de transformation des escadrons managuéens, de F-104 à F18, à savoir son soutien technique et l'échelon logistique. Or ce dernier est assuré par un C.O.D. du porte-avions, et dont l'un des deux pilotes n'est autre que Cindy McPherson : ils ne découvrent sa présence au Managua que fortuitement.

## Contexte historique
Le pays d'Amérique latine choisi, le Managua, est sorti tout droit de l'imagination de Jean-Michel Charlier, d'abord pour une aventure de Tanguy et Laverdure, Les Anges noirs, puis pour le diptyque de Buck Danny, Alerte atomique-L'Escadrille de la mort, et enfin pour le triptyque Alerte nucléaire.
 Depuis la censure qui avait accablé vers 1955 les albums relatant les exploits de ses héros pendant la Guerre de Corée, le scénariste s'interdisait en effet de désigner nommément des pays étrangers authentiques en les plaçant dans une situation accusatoire. Ce qui serait le cas de certains États méritant le qualificatif de « républiques bananières », dont on sait, sans forcément en avoir la preuve, que les dirigeants s'enrichissent en couvrant des trafics illicites.

## Personnages
- Buck Danny : héros de la série
- Jerry Tumbler
- Sonny Tuckson
- Halbert 'Hal' Walker (accompagné de son chien O'Connor) : amiral commandant le groupe de combat aéronaval articulé autour du porte-avions USS Dwight D. Eisenhower (CVN-69).
- Miguel Tegualpa : Managuéen, commandant aviateur ; stagiaire en formation (transformation de F-104 à F-18).
- Cindy 'Flare' McPherson : lieutenant de vaisseau (US Navy), pilote d'aéronautique navale (chasse embarquée). Déjà rencontrée dans L'Escadrille fantôme.
- T.G. 'Teegee' Lawson : capitaine de corvette (Us Navy) pilote d'aéronautique navale (anciennement chasse embarquée, désormais transport, logistique embarquée).
- Lady X : antagoniste récurrent de la série
- Von Grodtz : Allemand, civil, gangster international et terroriste ; régulièrement affidé à Lady X depuis le triptyque de l'Alerte nucléaire.
- Général Président Sanchez : Dictateur du Managua. Déjà rencontré par Buck et ses coéquipiers, alors qu'il était général, dans le triptyque Alerte nucléaire.

## Avions
- Piper PA-23 Aztec
- Lockheed P-3 AEW&C « Sentinel » Orion
- Cessna Citation V
- Sikorsky UH-60 Black Hawk
- Sikorsky SH-3 SeaKing
- McDonnell Douglas F/A-18D Hornet
- Grumman E-2 Hawkeye
- Sikorsky CH-53 Sea Stallion
- Mikoyan-Gourevitch MiG-23 « Flogger »
- Grumman C-2 Greyhound
- Lockheed F-104G Starfighter
- Cessna A-37 Dragonfly
- Beechcraft 35 Bonanza
- Grumman A-6 Intruder
- Mil Mi-24 « Hind »
- North American T-39 Sabreliner
- Mil Mi-8 « Hip »